# Ett gott skratt på Björkgården
Ett gott skratt på Björkgården är titeln på ett CD-album i två delar av buskisduon Stefan & Krister, producerat 1997–1998 och släppt på Independent Entertainment Sweden AB i Borås 1998. Albumet innehåller cirka 100 historievitsar de läser upp på konferenslokalen Björkgården i Himle stax söder om Varberg, utifrån en stor hög historier de har fått inlämnade av publik. Historierna hör största delen till kategorin fräckisar (det vill säga skämt om sexualitet).
Showen är nästan två timmar lång totalt, indelad i två akter med tio femminuters-omgångar (tracks på albumet) per akt. I varje omgång turas de medverkande om, med att de går runt ett varv i gruppen, och drar en historia var. Som finaltillägg är deras egen låt "Allti' retar dä nån".
Några av historierna, och angående publikens delaktighet, tas även upp i showerna 20 år under bältet (2001) och Bara Stefan & Krister bara (1997).

## Medverkande
- Stefan Gerhardsson
- Krister Claesson
- Siw Carlsson
- Jojje Jönsson